# کارسینوم موسینی پستان
کارسینوم موسینی پستان (انگلیسی: Mucinous carcinoma of the breast) شکلی از کارسینوم موسینی و نوعی سرطان پستان است. این نوع سرطان پستان نادر است که ۲ درصد از سرطان‌های پستان را تشکیل می‌دهد و بیشتر در زنان یائسه بالای ۷۰ سال رخ می‌دهد. موارد نادری از این کارسینوم در مردان تشخیص داده شده است.
کارسینوم موسینی پستان رشد آهسته‌ای دارد و ممکن است پیش از تشخیص حسابی بزرگ شده باشد. تشخیص دیرهنگام نیز به دلیل عدم جامد بودن محتویات مخاطی تومور است. ماموگرافی، سونوگرافی، ام‌آر‌آی و بیوپسی بافتی اغلب برای تشخیص کارسینوم موسینی پستان استفاده می‌شود.
با نرخ بقای ۵ ساله ۸۱٪ تا ۹۴٪، سرطان موسینی پستان پیش‌آگهی خوبی دارد. همچنین شیوع متاستاز به غدد لنفاوی کم است. کارسینوم موسینی خالص پستان در مقایسه با کارسینوم موسینی نوع مختلط پیش آگهی مطلوب‌تری دارد.